# Сатийё (кантон)
Сатийё́ (фр. Satillieu) — кантон во Франции, находится в регионе Рона — Альпы, департамент Ардеш. Входит в состав округа Турнон-сюр-Рон.
Код INSEE кантона — 0821. Всего в кантон Сатийё входит 10 коммун, из них главной коммуной является Сатийё.

## Коммуны кантона

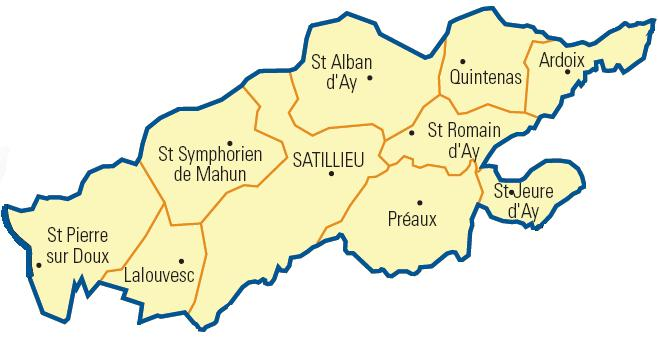
Карта кантона

| Коммуна               | Население, чел. (2006) | Почтовый индекс | Код INSEE |
| --------------------- | ---------------------- | --------------- | --------- |
| Ардуа                 | 779                    | 07290           | 07013     |
| Кентена               | 1 254                  | 07290           | 07188     |
| Лалувеск              | 494                    | 07520           | 07128     |
| Прео                  | 514                    | 07290           | 07185     |
| Сатийё                | 1 592                  | 07290           | 07309     |
| Сен-Жёр-д’Э           | 430                    | 07290           | 07250     |
| Сен-Пьер-сюр-Ду       | 85                     | 07520           | 07285     |
| Сен-Ромен-д’Э         | 775                    | 07290           | 07292     |
| Сен-Симфорьен-де-Маэн | 131                    | 07290           | 07299     |
| Сент-Альбан-д’Э       | 1 118                  | 07290           | 07205     |

## Население
Население кантона на 2006 год составляло 7 839 человек.
| 1962  | 1968  | 1975  | 1982  | 1990  | 1999  | 2006  | 2007 | 2008 |
| ----- | ----- | ----- | ----- | ----- | ----- | ----- | ---- | ---- |
| 6 034 | 6 463 | 6 427 | 6 761 | 7 100 | 7 122 | 7 839 | —    | —    |